# Colonização do Sistema Solar
A colonização do Sistema Solar, designação dada a exploração de recursos e a instalação de colônias em outros planetas do Sistema Solar que não a Terra, é um interesse crescente da civilização humana. Entretanto a tecnologia necessária para isso ainda é muito cara e imatura, prevê-se que a primeira base lunar esteja em funcionamento por volta do ano de 2025.
A NASA, a ESA, a JAXA e a CNSA têm tudo para serem as pioneiras nesse processo, sendo que o interesse real de colonizar outros planetas próximos não é exatamente expandir domínios ou promover nossa soberania sobre o Sistema Solar, mas sim preencher uma carência de espaço e recursos que cresce aceleradamente no planeta Terra, já que bilhões de pessoas consomem desenfreadamente recursos cada vez mais escassos e o crescimento populacional não pára. Mais que uma conquista científica, a odisseia no espaço é uma necessidade para a civilização.